# Communauté de communes du Val du Loir
Die Communauté de communes du Val du Loir ist ein ehemaliger französischer Gemeindeverband mit der Rechtsform einer Communauté de communes im Département Sarthe in der Region Pays de la Loire. Sie wurde am 19. Dezember 1994 gegründet, war nach dem Tal (französisch val) des Flusses Loir benannt und umfasste neun Gemeinden. Der Verwaltungssitz befand sich im Ort La Chartre-sur-le-Loir.

## Historische Entwicklung
Mit Wirkung vom 1. Januar 2017 fusionierte der Gemeindeverband mit 
- Communauté de communes de Lucé sowie
- Communauté de communes de Loir et Bercé

und bildete so die Nachfolgeorganisation Communauté de communes Loir-Lucé-Bercé.
Gleichzeitig bildeten die Gemeinden La Chapelle-Gaugain, Lavenay, Poncé-sur-le-Loir und Ruillé-sur-Loir eine Commune nouvelle mit dem Namen Loir en Vallée.

## Ehemalige Mitgliedsgemeinden
1. Beaumont-sur-Dême
2. Chahaignes
3. La Chapelle-Gaugain
4. La Chartre-sur-le-Loir
5. Lavenay
6. Lhomme
7. Marçon
8. Poncé-sur-le-Loir
9. Ruillé-sur-Loir